# عودة الربيع
عودة الربيع ((بالفرنسية: Le Printemps)‏)، لوحة رسمها ويليام أدولف بوغيرو في عام 1886. وتعتبر من أشهر أعماله.تعرض حالياً في متحف جوسلين للفنون في أوماها، نبراسكا.
تعرضت اللوحة للهجوم مرتين في عام 1890 والمرة الأخرى في عام 1976. وفي المرتين كانت الأضرار ضئيلة وكان سبب الهجوم في المرتين هو انزعاج المهاجمين من العري في اللوحة.

## وصلات خارجية
- William-Adolphe Bouguereau at the Web Museum
- Le Printemps at the Joslyn Art Museum
- The Return of Spring Hanging in the Lininger Gallery